# Пјер Бујоја
Пјер Бујоја (фр. Pierre Buyoya; Рутову, 24. новембар 1949 — Париз, 17. децембар 2020) био је политичар из Бурундија и председник те државе у два наврата — од 1987. године до 1993. године и од 1996. године до 2003. године. Оба пута је долазио на власт након државног удара.
Преминуо је 2020. године од последица ковида 19.